# Xevtxénkovskoie
Xevtxénkovskoie - Шевченковское (rus) - és un poble del krai de Krasnodar, a Rússia. Es troba a la riba del riu Plóskaia, prop de la seva desembocadura al riu Ieia, a 22 km a l'est de Krílovskaia i a 170 km al nord-est de Krasnodar, la capital. Tenia 1.281 habitants el 2010